# ルミナス神戸2
ルミナス神戸2（ルミナスこうべツー）とは、神戸港中突堤から出航する旅客船、日本最大のレストラン船。ファースト・パシフィック・キャピタル有限会社により運航されている。以前はルミナスクルーズ株式会社により運航されていた。

## 概要
1987年に就航した日本最初のレストラン船の一つとされるルミナス神戸の代船として、三菱重工業神戸造船所で建造され1994年に就航した。総トン数3,900トン、旅客定員750名だった前船から、総トン数4,778トン、旅客定員1,000名と一回り大きな船体となった。外観、内装ともにフランス客船ノルマンディーをイメージしたデザインとなっている。

### ファースト・パシフィック・キャピタルへ事業譲渡
2018年の自然災害による運航中止に加え、2020年1月以降は新型コロナウイルスの感染拡大の余波でキャンセルが相次いでいたことにより、ルミナスクルーズは神戸地方裁判所に民事再生法を申請、2020年3月2日に受理された。当船は一時運航休止となり、代替として、同港で同じくクルーズ船「コンチェルト」を運航する神戸クルーザーの親会社が支援を表明。ルミナスに予約し前払いをしている顧客には、コンチェルトがサービスを代行する。
ルミナス神戸2の運航は、2020年8月にルミナスクルーズから、神戸クルーザーの筆頭株主であるファースト・パシフィック・キャピタルへ譲渡され、2020年12月の運航再開を目指すとした。旧運航会社であったルミナスクルーズは、同年9月23日に神戸地方裁判所から民事再生手続廃止決定を受け、同年10月20日に破産手続開始決定を受けた。
ファースト・パシフィック・キャピタルによる運航再開はコロナ禍により当初予定より遅れたものの、2021年11月より再運航している。

## 航路
- 明石海峡周遊コース

中突堤－和田岬沖－須磨沖－明石海峡大橋通過－播磨灘－明石海峡大橋通過－大阪湾－中突堤

## 船内

### レストラン・ホール施設
- 「ザ・ノルマンディー」  20 - 40名
- 「サール・ド・メール」 80席 60 - 120名
- 「ル・アーブル」 88席
- 「カリブ」 164席 180 - 220名
- 「ラ・セーヌ」 124席 120 - 150名
- 「エルダイナー」  40 - 60名
- 「ルミエール」  30 - 80名

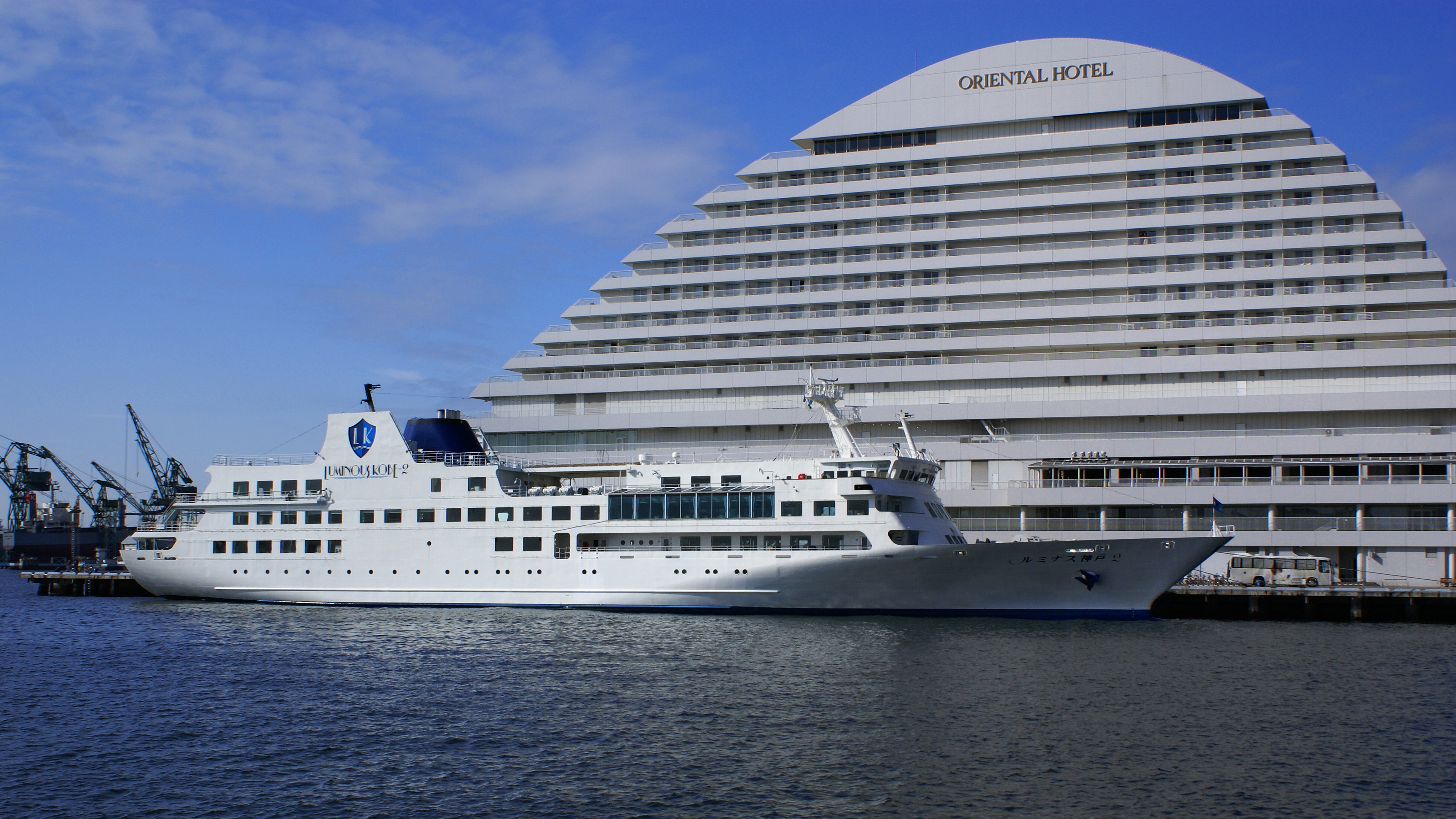
側面、神戸メリケンパークオリエンタルホテル2階に旅客ターミナルがある
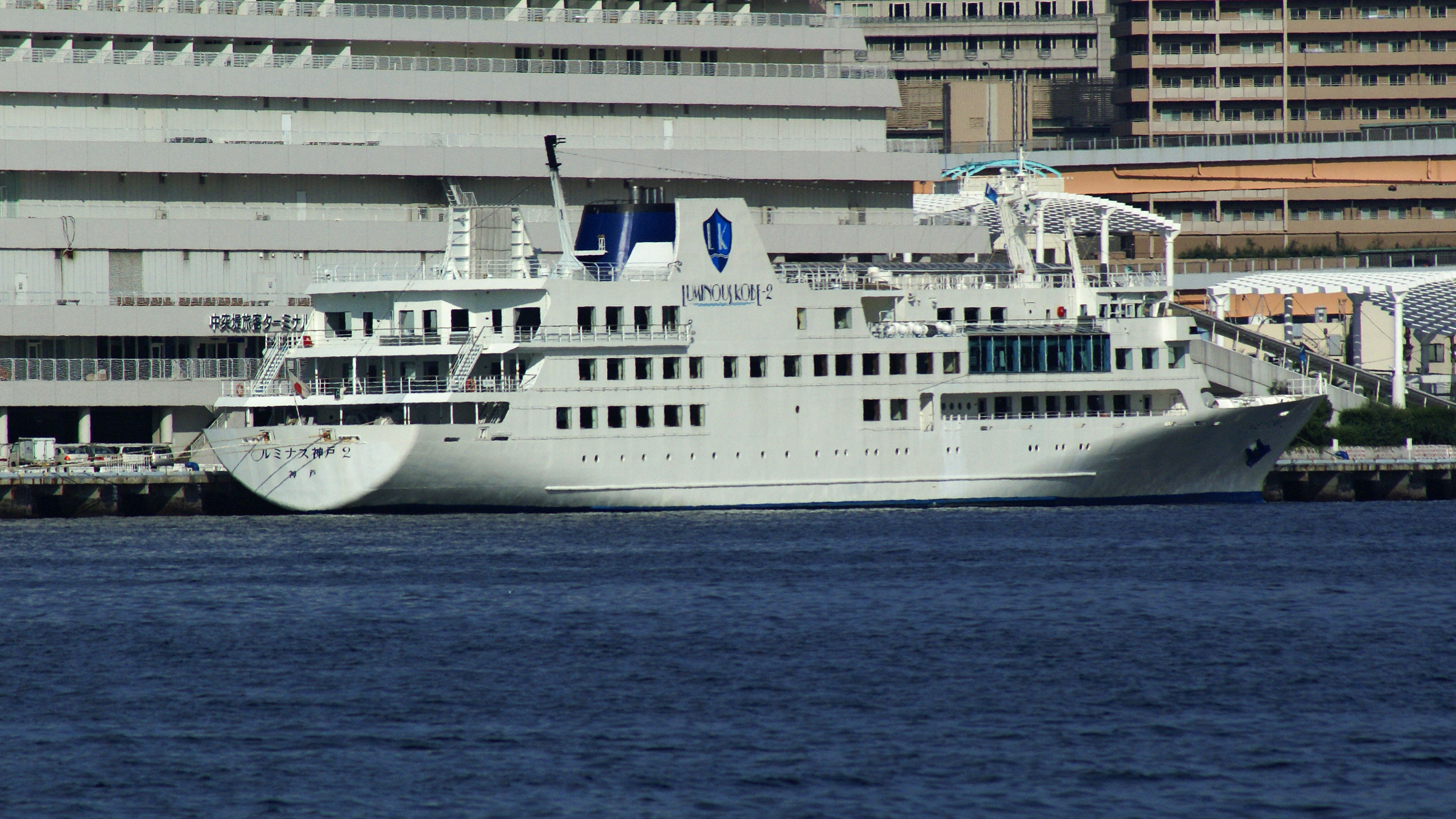
ポートアイランド北公園から望む
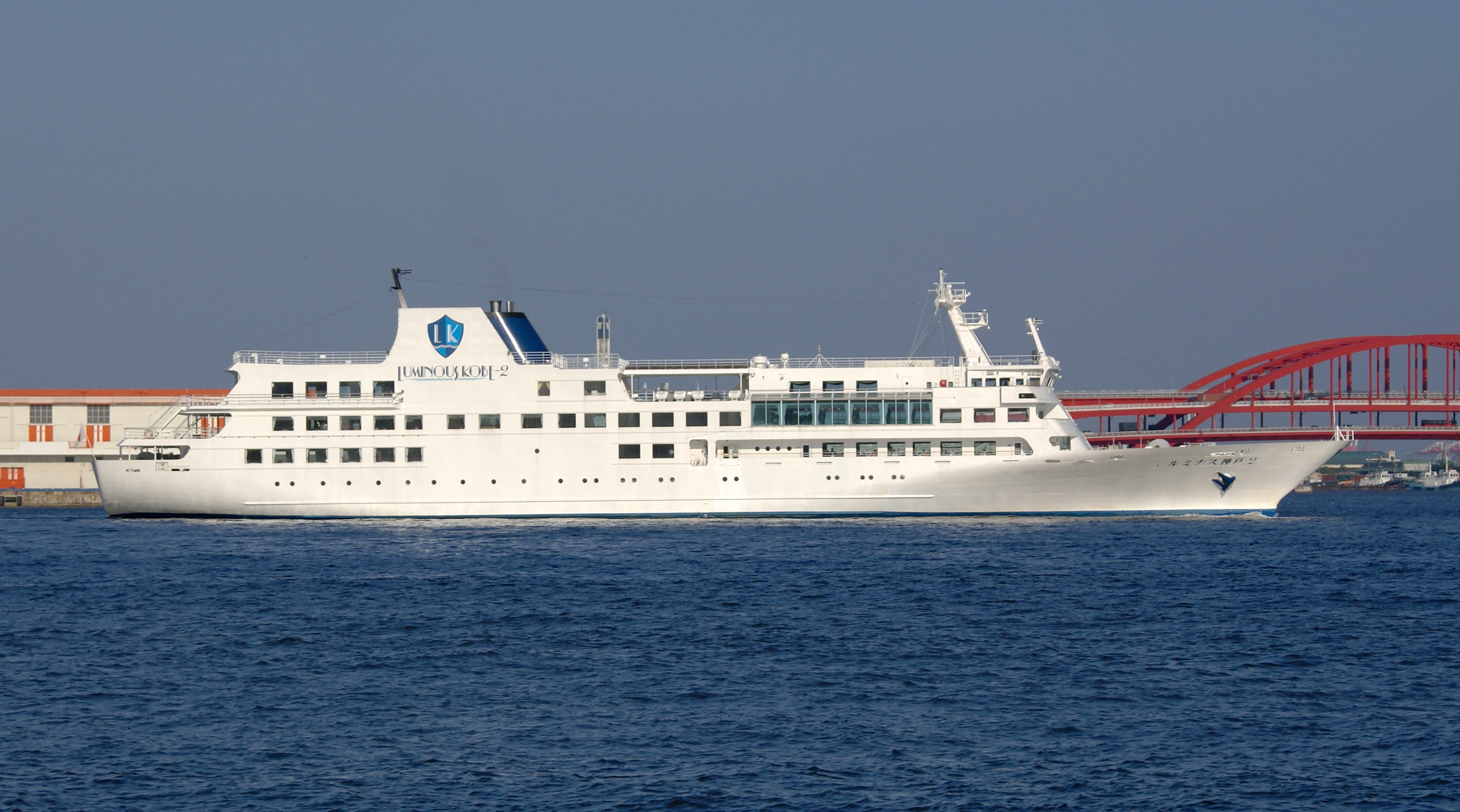
出航直後のルミナス神戸2
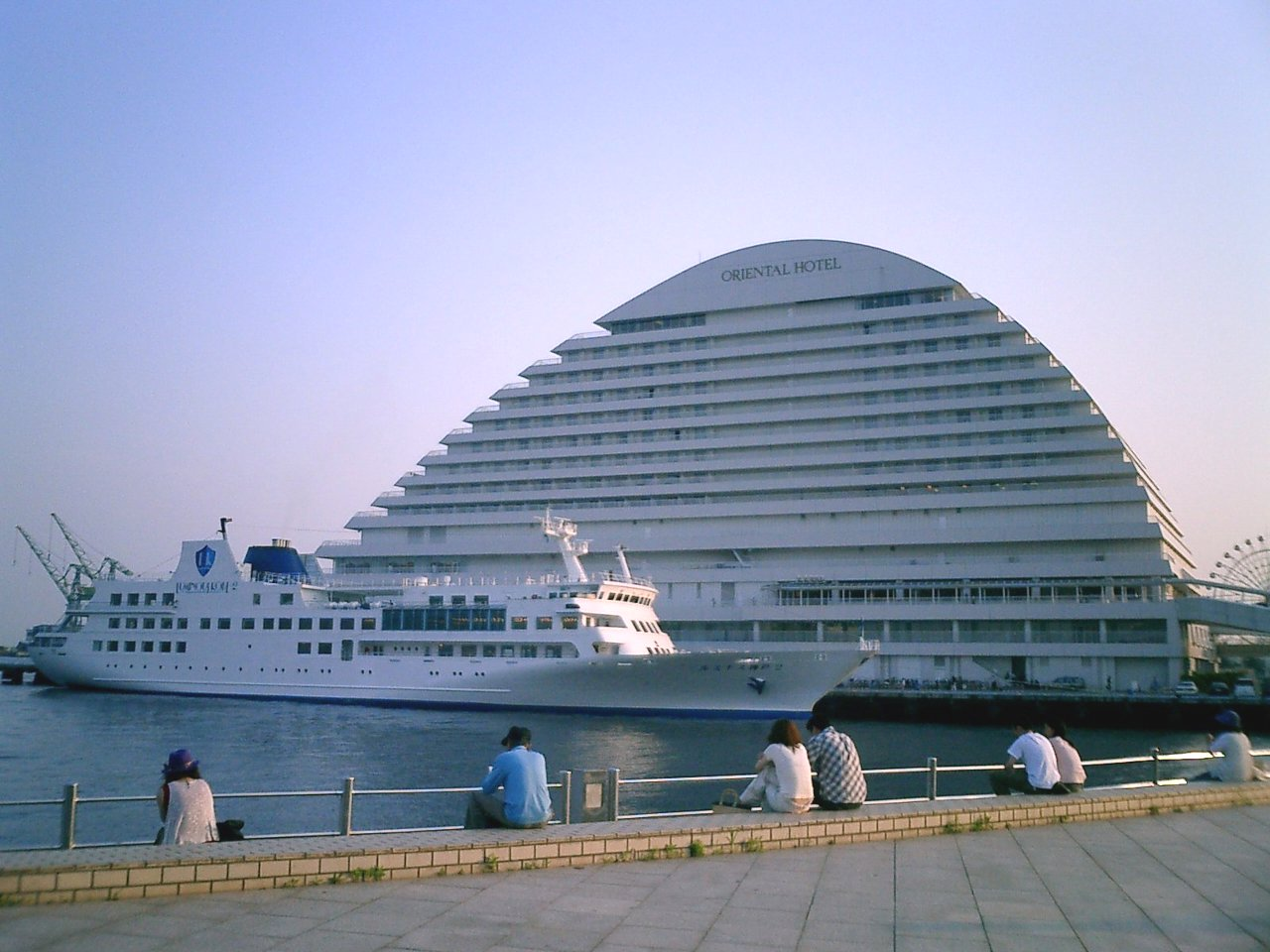
メリケンパークから望む

## 乗船場所
- 兵庫県神戸市中央区波止場町5-6 中突堤旅客ターミナル2階[9]

### 交通アクセス
- 地下鉄海岸線 みなと元町駅 徒歩10分[9]
- JR神戸線・阪神本線 元町駅 徒歩20分[9]